# یوسف‌کندی (مهاباد)
یوسف‌کندی یا اوسوگوند (مهاباد) روستایی از توابع بخش مرکزی شهرستان مهاباد در استان آذربایجان غربی ایران است. از اماکن دیدنی آن میتوان تالاب سد یوسفکند و همچنین اثر باستانی برده کونته را نام برد.

## جمعیت
این روستا در دهستان مکریان غربی قرار دارد و براساس سرشماری مرکز آمار ایران در سال ۱۳۹۵، جمعیت آن ۳٬۱۷۲ نفر (۸۹۱ خانوار) بوده‌است.